# Синявский, Алексей Наумович
Алексе́й Нау́мович Синя́вский (5 октября 1887 года, Андреевка — 24 октября 1937 года, Киев) — украинский языковед и педагог, профессор (1920). Репрессирован, посмертно реабилитирован.

## Биография
В 1916 году Алексей Синявский окончил Харьковский университет.
С 1920 по 1928 год работал профессором Харьковского Института народного образования. Одновременно руководил в секцией украинского языка. С 1925 года по 1928 год был членом Комиссии для организации украинскогоского правописания при Наркомпросе Украины. С 1928 года по 1930 год являлся председателем диалектологических комиссии ВУАН.
С 1932 года по 1937 год был профессором Киевского университета и Киевского пединститута.
В 1937 году был арестован органами НКВД по придуманному обвинению. Вскоре, 24 октября 1937 года, был расстрелян в Киеве. В 1957 был посмертно реабилитирован.
Сын: Синявский Виктор Алексеевич. Дочь: Синявская Галина Алексеевна. Внуки: Синявский Алексей Викторович, Синявская Анна Викторовна, Зотов Михаил Павлович. Правнуки: Синявская Анастасия Алексеевна, Синявский Дмитрий Алексеевич,  Синявская Вера Алексеевна, Синявская Арина Алексеевна, Синявский Александр Юрьевич, Синявский Василий Юрьевич, Зотов Денис Михайлович.

## Избранные труды
- «Короткий нарис української мови» (Х., 1918);
- «Порадник української мови» (Х., 1922);
- «Украинский язык» (Х., 1923);
- «Діалектологічний порадник. Програма для збирання діалектичних матеріалів з лівобережних монофтонгічних говорів української мови» (Х., 1924);
- «Найголовніші правила української мови (За новим правописом)» (Х., 1929);
- «Норми української літературної мови» (Х.-К., 1931);
- «Курс української мови» (учебник для педвузов; не опубликован).

### Статьи
- Описание рукописей А. А. Потебни // Бюлетень редакційного комітету для видання творів О. О. Потебні. — № 1. — Х., 1922. — С.86-92 (соавтор);
- Мова творів Гр. Сковороди // Червоний шлях. — 1924. — № 4-5. — С.248-255;
- Дещо про Шевченкову мову. Спроба вияснити декотрі сумнівні моменти Шевченкової вимови // Україна. — 1925. — № 1-2. — С.100-114;
- Фонетична контроверса // Записки Історично-філологічного відділу ВУАН. — Кн.13-14. — 1927. — С.264-276;
- З верховин нової літературної української мови (Про мову І. Котляревського) // Збірник історично-філологічного відділу ВУАН. — № 76-б. — Т.2. — 1928. — С.106-210;
- Потебня як дослідник української мови // Збірник Харківського інституту народної освіти. — Т.3. — 1928. — С.14-18;
- З української діалектології (Про фонематичний принцип у діалектології) // Український діалектологічний збірник. — Кн.2. — 1929. — С.231-273;
- Спроба звукової характеристики літературної української мови // Наукові записки Харківської науково-дослідної кафедри мовознавства. — Т.2. — 1929. — С.5-33;
- Елементи Шевченкової мови, їх походження й значення // Культура українського слова. — Збірник № 1. — 1931. — С.7-51;
- На синтаксичні теми (З приводу орудного дієвої особи при переємних дієприкметниках) // Культура українського слова. — Збірник № 1. — 1931. — С.85-91;
- Коротка історія «Українського правопису» // Культура українського слова. — Збірник № 1. — 1931. — С.93-112;
- Принципи редагування мови й правопису Т. Шевченка та конкретні зразки. (Пропозиція) // Культура українського слова. — Збірник № 1. — 1931. — С.116-124;
- Російсько-український словник ВУАН // На мовознавчому фронті. — Кн.1. — 1931. — С.57-66;
- Замітки про мову села Любеча на Чернігівщині // Мовознавство. — № 1. — 1934. — С.91-97.